# Twilight (CD-ROM)
Twilight è una collana illegale di CD-ROM (e poi DVD) diffusa circa dal 1996 al 2004, creata e sviluppata nei Paesi Bassi.

## Storia
Venne ideata in una cittadina di nome Soest da due persone che utilizzavano pseudonimi e la prima edizione venne resa pubblicata nel 1996. Nel giugno del 2007 il creatore di Twilight e di Crazy Byte CD è stato condannato a versare 1,5 milioni di euro con l'accusa di violazione volontaria di diritto d'autore.
Nel 2012 sul sito twilight-cd.com sono apparse le catalogazioni dei CD Twilight. Tuttavia ad oggi si trovano poche informazioni sulla collana, e alcuni siti web ospitano liste di copertine e di contenuti.

## Descrizione
Questa collezione proponeva una selezione di software (Videogiochi e applicazioni di vario genere) privo di protezioni, in gergo warez. Le prime versioni funzionavano solo sotto MS-DOS, ma a partire dal numero 10 venne introdotto il supporto per Windows 95. Per fare in modo che i videogiochi occupassero meno spazio, erano spesso privati dei video, e in alcuni casi dell'audio digitalizzato.

## Diffusione
Nonostante non avessero alcuna distribuzione ufficiale erano largamente diffusi in Italia, grazie al passaggio di mano in mano tra appassionati di computer, e la rivendita sottobanco o da venditori ambulanti. Un CD poteva costare anche 20.000 lire: tale prezzo - relativamente elevato - può essere giustificato dal fatto che i masterizzatori fossero uno strumento ancora poco diffuso e relativamente costoso. Il suo declino fu segnato dalla crescente disponibilità di Internet e dei programmi di file sharing e P2P.
Un'altra collezione che negli stessi anni ricalcava il successo delle Twilight è la meno diffusa Italight, prodotta in Italia, che conteneva alcuni software tradotti in italiano.